# Джальма
«Джальма» — художній фільм-драма 1928 року, знятий режисером Арнольдом Кордюмом на кіностудії ВУФКУ (Київ).

## Сюжет
Війна з комуністами на Кавказі. Поранений українець Микола Барабаш. Його врятувала, вилікувала і полюбила чеченка Джальма. Після війни Микола з Джальмою повернувся в рідне село. Частина селян, які зображені тенденційно, вороже зустріла юну мусульманку, «нехристиянську душу».

## У ролях
- Лідія Островська-Курдюм — Джальма
- Іван Кононенко-Козельський — Микола Барабаш, чоловік Джальми
- В. Крицький — Іван Цвіркун, церковний староста
- Д. Любченко — Гнат Барабаш, батько Миколи
- Тамара Горбань — Варвара, дочка Цвіркуна
- Ольга Кізимовська — сестра Варвари
- Микола Братерський — Петро Козолуп
- Є. Разважевська — вчителька
- Наталія Гебдовська — дочка
- П. Костенко — епізод

## Знімальна група
- Режисер — Арнольд Кордюм
- Сценаристи — Арнольд Кордюм, Вадим Охріменко
- Оператори — Ян Краєвський, Юрій Тамарський
- Художник — Василь Кричевський